# Élections sénatoriales de 2020 au Massachusetts
Les élections sénatoriales de 2020 au Massachusetts ont lieu le 3 novembre 2020 afin d'élire les 40 membres du Sénat de l'État américain du Massachusetts.

## Système électoral
Le Sénat du Massachusetts est la chambre haute de son parlement bicaméral. Il est composé de 40 sièges pourvus pour deux ans au scrutin uninominal majoritaire à un tour dans autant de circonscriptions.

## Résultats
|       | Parti démocrate (D)   | 37 | 3             |  |  |  |
|       | Parti républicain (R) | 3  | 3             |  |  |  |
|       |                       |    |               |  |  |  |
| Total | Total                 | 40 | en stagnation |  |  |  |